# Frații Școlilor Creștine
Frații Școlilor Creștine este un ordin monahal fondat de Ioan Baptist de la Salle.

## Istoria Congregației în România

### Prima etapă: 1861–1871
Frații Școlilor Creștine au venit pentru prima dată în România în anul 1861, la chemarea episcopului Angelo Parsi, pentru a conduce Școala primară de băieți Sf. Andrei din București. După zece ani, în 1871, au fost rechemați de superiori la Viena. Fostul director al școlii și comunității, Fratele Wenceslau Maria, a murit la București, unde a și fost înmormântat.

### Etapa a doua: 1898–1948
Călugării au revenit după 27 de ani, în august 1898, la chemarea episcopului Xaveriu Hornstein. Au sosit 12 frați cărora li s-a încredințat, din nou, conducerea Școlii Primare Catolice de Băieți din strada Călărași și a unei alte școli, mai mici, în strada Știrbei Vodă. Funcționarea școlilor a fost aprobată de Ministerul Educației Naționale cu autorizația nr. 49.859/1898.
În anul școlar 1899-1900, pe lângă școala primară din str. Călărașilor, nr. 12 va funcționa și o clasă preșcolară (grădiniță) pentru copiii sub șapte ani, pentru însușirea noțiunilor elementare de limba germană. Tot în acel an, Frații deschid și clasa I-a de liceu, care va continua să se dezvolte în următorii trei ani și va fi aprobat de Ministerul Educației Naționale. 
Localul școlii din strada Știrbei Vodă nr. 122, devenind neîncăpător, în luna septembrie 1900, se închiriază un local potrivit, în strada Popa Tatu, nr. 3.
În 1902 directorul școlii din str. Călărașilor nr. 12, Fratele Egesius, se îmbolnăvește grav. Ultimele lui cuvinte au fost: "Îmi jertfesc viața pentru prosperitatea școlilor arhiepiscopale și fericirea tineretului român".
În 1906 școala din strada Popa Tatu, nr. 3, se mută în clădirea Seminarului Catolic, din curtea Catedralei Sf. Iosif, luând numele de "Școala Sf. Iosif". 
De la această dată în București sunt două școli ale Arhiepiscopiei: Sf. Andrei și Sf. Iosif. 
În 1913 arhiepiscopul Raymund Netzhammer clădește internatul din str. Călărași, nr.12, cunoscut sub numele de Convictul Sf. Andrei, putând găzdui 100 de elevi interni.
În timpul Primului Război Mondial, Frații de origine germană sunt deportați și internați, timp de 17 luni, în Moldova. În ianuarie 1918 se întorc și-și reiau activitatea în cele două școli.
De la 1 septembrie 1926 acestor două școli primare li se recunoaște din partea Ministerului Educației Naționale, "dreptul de publicitate", prin care sunt recunoscute, de către toate instituțiile din țară, examenele și certificatele școlare. De același "drept de publicitate" se vor bucura și școlile secundare Sf. Andrei și Sf. Iosif, începând cu anul școlar 1927–28. 
După 1928 în ambele școli numărul elevilor crește foarte mult, așa încât a fost nevoie să se construiască noi săli de clasă. Atât cursul primar, cât și cursul inferior liceal funcționau cu clase paralele, suprapopulate, având uneori câte 50–65 elevi într-o clasă.
Începând cu anul școlar 1931/32 locul învățătorilor laici a fost ocupat de Frații români, autohtoni, pregătiți în școlile confesionale recunoscute de Stat, iar din 1940 Frații predau și în cele două licee, având pregătirea universitară corespunzătoare, primită în Facultățile din București. 
În afară de București, Frații deschid în 1904 o școală primară la Craiova, urmată de un gimnaziu, a cărui activitate încetează la izbucnirea primului Război Mondial. Școala primară funcționează până în 1944, când Frații sunt rechemați la București, unde era mare nevoie de ei.
La Brăila, Frații preiau în 1913 școala primară catolică de băieți. A funcționat numai până la izbucnirea Războiului de Întregire, 1916. 
La Satu Mare, Frații deschid, în 1922, o școala primară în limba maghiară. La început, școala avea numai patru clase, treptat, însă, ea ajunge să aibă șapte clase. Școala își închide porțile în august 1948, o dată cu preluarea școlilor confesionale de puterea comunistă. 
Tot la Satu Mare, episcopul latin, le încredințează fraților, în 1943, conducerea Școlii Normale, în care predau și patru călugări, toți cu pregătire superioară. Școala își încetează activitatea în 1948, luna august, o dată cu naționalizarea școlilor confesionale.
La Oradea frații au fost chemați în 1926 de episcopul greco-catolic Valeriu Traian Frențiu, preluând conducerea "Școlii primare de aplicație" de pe lângă Școala Normală Română Unită din localitate, unde doi frați predau limbi străine. 
Tot la Oradea s-a deschis, în 1926, Casa de formație - Iuvenatul - pentru tinerii candidați, dornici să îmbrățișeze viața Fraților. Ei frecventau cursurile Școlii Normale din localitate. 
În urma cedării Ardealului de Nord, prin "Dictatul de la Viena", din 30 august 1940, Frații părăsesc Oradea, și-și continuă studiile la Școala Normală greco-catolică din Blaj, unde patru serii de frați iau diploma de învățători. Ultima serie în 1946.
În 26 iulie 1940 are loc, la București, un eveniment de mare importanță pentru viața Institutului F.S.C., în România: "Deschiderea noviciatului", cu șase novici români. Până în 1940, tinerii novici din România erau formați în noviciatul din Viena. În urma "Anschlussului" Austriei la Germania hitleristă, primirea candidaților din alte țări, în casele de formație din Austria, era interzisă. În noviciatul din București s-au format trei serii de Frați, în total cincisprezece novici. 
În 1940 Ministrul Educației Naționale aprobă Fraților deschiderea unei școli primare confesionale la Constanța. Din cauza Războiului care a izbucnit, școala nu și-a mai putut deschide porțile. 
În schimb, în 1943, în luna septembrie, s-a deschis la București, Școala primară Sf. Anton, în clădirea în care a funcționat noviciatul.
În noiembrie 1944, Frații de naționalitate germană au fost internați în lagăre: doi în lagărul de la Târgu Jiu și patru în mănăstirea surorilor catolice din București, str. Pitar-Moș. După 23 august 1945 au fost puși în libertate, putându-și relua activitatea în școli.
Când Frații se pregăteau să aniverseze o jumătate de secol de activitate în mijlocul tineretului din România (1898-1948), a venit, ca un trăsnet, naționalizarea școlilor confesionale de către regimul comunist instalat la putere. La acea dată, 1 august, în țară erau patru comunități F.S.C., două la București și două la Satu Mare. Numărul Fraților era de 38. Unii Frați (9), de naționalitate germană și austriacă se hotărăsc să se repatrieze. 
Cei rămași au desfășurat o muncă de catehizare în șase centre din București, cu aproximativ 400 de copii.

### Etapa a treia: 1948–1989
Prin Decretul 810/1949, al Consiliului de Miniștri, se desființează toate ordinele și congregațiile cu activități social-educative. În fruntea listei erau "Frații Școlilor Creștine". 
Timp de 41 de ani, sub regimul comunist - de la 1948 la 1989 – viața Fraților Școlilor Creștine în România este un chin continuu. Cu toții pățesc persecuție (închisoare, muncă silnică, domiciliu obligatoriu) în afară de Frații de la Satu Mare. După eliberarea lor în 1964, tuturor, inclusiv celor de la Satu Mare, li se interzice să-și reorganizeze viața în comunitate. Fiecare trebuie să adopte un anumit mod de trai, supravegheați îndeaproape de omniprezenta "securitate", poliția politică a regimului. Aceasta își îndeplinește datoria de a face "grea" viața Fraților – prin metodele ei – datorită singurului fapt că și-au păstrat fidelitatea față de Biserică și dorința de a lucra la educația creștină a tineretului.

### Etapa a patra: după 1989
În Săptămâna Mare a anului 1990 patru Frați din România: Fr. Atanasiu, Fr. Marcelin, Fr. Damian și Fr. Tiberiu se întâlnesc la Viena cu Fr. Superior General John Johnston. Atunci și acolo se hotărăște să se ceară sprijinul Provinciei ARLEP (Spania), pentru ca aceasta să trimită, în anul următor, trei Frați, care împreună cu Frații români, să deschidă o comunitate F.S.C. la Iași. 
În septembrie 1991 sosesc la Iași Frații Francisco Martin, Jesus Sagredo și Jose Luis Miro. Primul obiectiv al noilor veniți este însușirea limbii țării. Din septembrie, anul următor Fr. Francisco Martin, directorul noii comunități, devine și lector de limba spaniolă la Universitatea Alexandru Ion Cuza, din Iași. 
În august-septembrie 1992 sosesc, tot la Iași, alți trei Frați spanioli: Fr. Antxon Andueza, Fr. Antonio Perera și Fr. Ángel Menacho. Fr. Antxon avea unele cunoștințe de limba română așa încât, după o lună și jumătate, împreună cu Fr. Jesus Sagredo, se stabilesc și lucrează în parohiile Pildești (Fr. Jesus) și Gherăești (Fr. Antxon). La 10 octombrie 1993 se înființează prima comunitate F.S.C. "La Salle" în parohia Pildești, județul Neamț, dieceza Iași, cu Frații Jesus Sagredo (director), Antonio Perera și Antxon Andueza. Frații predau religia în școlile din parohiile Pildești și Gherăești, și din toamna aceluiași an și diferite discipline la Facultatea de Teologie pentru laici-centrul Roman. 
În septembrie 1993 sosește în comunitatea din Iași Fr. Juan Barrera și în septembrie 1994 se alătură acestei comunități Fr. Juan Antonio Esteban, care se întoarce în Spania în 1996 și este înlocuit de Fr. Manuel Carrasco.
În luna iulie 1997 Fr. Francisco Martin își termină, după șase ani, activitatea în România și este înlocuit de Fr. Juan Pedro Merino ce se alătură comunității de la Iași în luna august a aceluiași an. 
La 1 septembrie 1994 Fratelui Juan Barrera i se încredințează conducerea comunității de la Iași, în care își continuă formarea după Noviciat Frații studenți Daniel Ciobanu și Iosif Beda. La începutul lunii septembrie vine în această comunitate și Fr. Tiberiu care, de la 1 noiembrie 1989, a locuit în Seminarul din Iași unde a predat limba germană până în iunie 1995. 
Cu posterioritate, în comunitatea de la Iași au mai venit să-și continue perioada de formare Fr. Vicențiu, în 1996, și pe urmă, în 1999, trei postulanți.
În Octombrie 1998 Frații din Pildești au inaugurat noua lor casă: Casa "La Salle" unde s-au mutat cu un grup de candidați, iar în Septembrie 2001 își deschidea porțile Șoala Profesională "La Salle", construită cu un ajutor substanțial din partea Ministerului Spaniol de Externe și care urma să fie inaugurată oficial la data de 18 mai 2002.
În luna octombrie 1991, la cererea episcopului greco-catolic, Vasile Hossu, se deschide la Oradea o comunitate F.S.C. cu Frații Atanasiu și Marcelin. În septembrie 1992 li se alătură și Fr. Damian, venind de la Seminarul din Alba Iulia. Frații preiau activitatea de supraveghere, îndrumare și asistență a tinerilor din internatul Liceului Pedagogic greco-catolic din localitate. Fr. Damian este prefect de studii și profesor la teologia greco-catolică a diecezei de Oradea. Din septembrie 1995, Fr. Thomas Voss, venit în comunitatea F.S.C. din Oradea, în august 1994, predă (în limba germană) ore de religie și istorie, la secția cu limba de predare germană, a Școlii generale nr. 10 din Oradea. 
Începând cu anul scolar 1998-1999, la cererea Adunării generale a Fraților din Sector România, care ia în considerare sănătatea și vârsta lor înaintată, cei trei Frați bătrâni de la Oradea își încetează - nu fără regret - activitatea oficială în rândul tinerilor seminariști ai Institutului greco-catolic. Totuși, toți trei, fiecare după propria posibilitate, și-au continuat activitatea apostolică.

### Situația actuală
În prezent, Frații Școlilor Creștine dețin un Centru Social Educativ: “Liceul Tehnologic Sf. Ioan de La Salle” din Pildești (Neamț) și un cămin “La Salle” în Iași.